# Philipp Grütering
Philipp Maria Grütering (* 26. Juni 1974 in Hamburg-Bergedorf) ist ein deutscher Rapper, MC und Sänger. Er stieg kurz nach der Gründung von Deichkind in die Gruppe mit ein. Seit einigen Jahren nennt er sich auch Kryptik Joe.

## Biografie
Grütering wurde in Hamburg-Bergedorf geboren und wuchs dort als „typisches Kind der Mittelschicht“ auf, wie er selbst in einem Interview mit der Welt angab. Er besuchte eine katholische Grundschule und begann im Alter von 14 oder 15 Jahren mit dem Aufnehmen von Musik. Seine Inspiration war zu diesem Zeitpunkt David Bowie. Mit 16 Jahren lernte er über seine Schwester den Produzenten Andreas Herbig kennen, der unter anderem für Udo Lindenberg produzierte. Dieser habe ihm einen Drumcomputer geschenkt und ihm empfohlen, damit Musik zu machen. Später bot Herbig ihm an, auf einer von ihm produzierten Werbung zu rappen. Grütering nahm das Angebot an. In einem Interview mit dem Zeit-Magazin bezeichnete er Herbig als seinen Mentor. Bei ihm habe er zudem erkannt, dass „Musikmachen als Beruf funktioniert“.
Da Grütering sich in seinen jungen Jahren jedoch nicht sicher war, ob er eine Karriere im Musikbereich ernsthaft verfolgen möchte, studierte er in Hamburg Jura und Chemie. Nebenbei arbeitete er in einer Pizzeria, einer Apotheke, in Kneipen und Bars und war auch als DJ tätig.
Aufgrund eines Plattenvertrags mit Deichkind und da er mit seiner Band auch schon tourte, brach er sein Studium der Rechtswissenschaft nach dem vierten Semester ab und entschied sich endgültig für die Musikkarriere. Seit 2008 ist er das einzige verbliebene Gründungsmitglied der Band.

## Privatleben
Grütering ist mit der Autorin Isa Grütering verheiratet und lebt mit seiner Familie in Berlin.